# Pantlän
Pantlän var en feodal förläningsform som i Sverige framför allt förekom under medeltiden.
Länsinnehavaren, i regel en frälseman, erhöll ett län som säkerhet för en skuldfordran på kronan. Länets storlek var beroende av skuldsumman. De årliga ordinarie skatteinkomsterna från länet, det vill säga de fasta jordskatterna, användes till förräntning och amortering av skulden. Ibland räknades den årliga avkastningen direkt från skuldsumman, det vill säga att lånet var räntefritt. Länsinnehavaren var skyldig att avlägga räkenskap för pantlänets förvaltning.